# Oikeutta eläimille

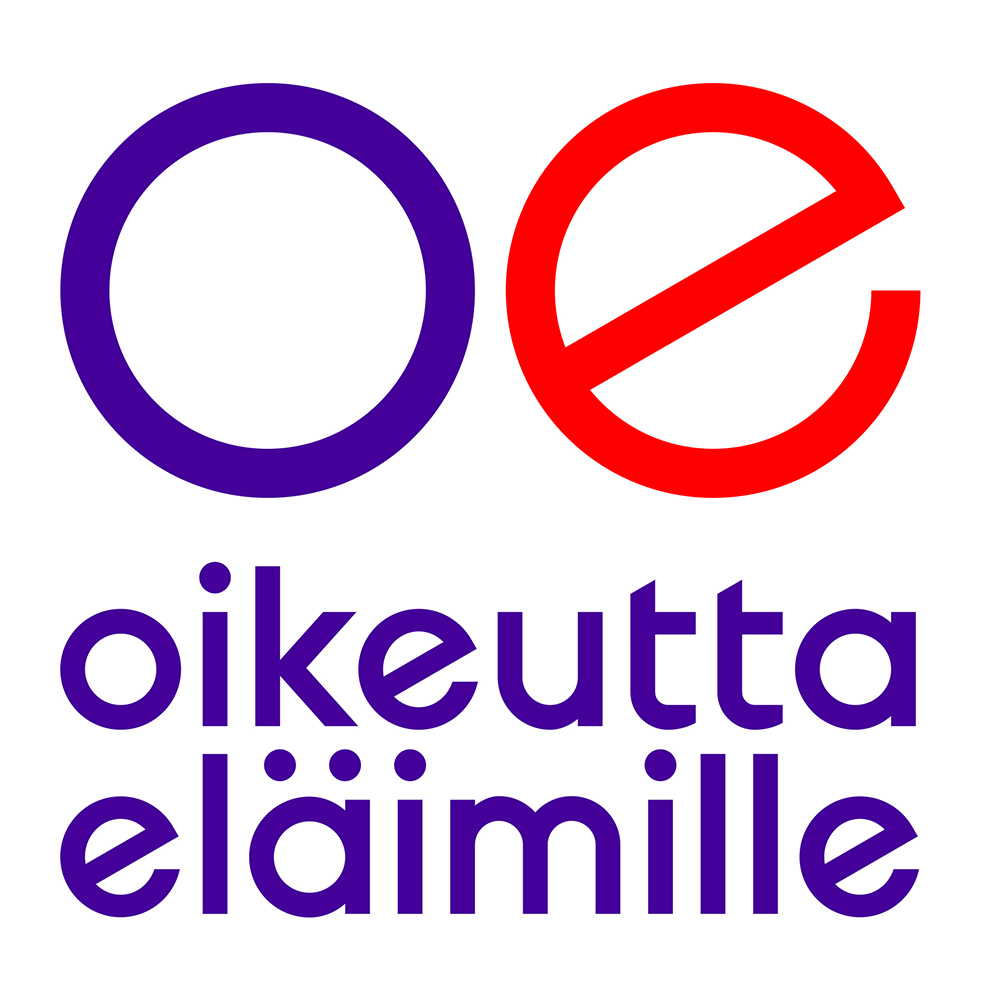
Oikeutta eläimille logo, 2019

Oikeutta eläimille ("Justice pour les animaux" en français) est une organisation finlandaise de défense des droits des animaux . Fondé en 1995, le groupe se livre à des conférences, des démonstrations, la distribution de dépliants et d'autres militantismes de base, ainsi qu'à la désobéissance civile . Au cours des dernières années, l'organisation a publié des photographies et des vidéos à la suite d'enquêtes secrètes dans des fermes porcines et avicoles, et dans des élevages d'animaux à fourrure finlandais. Les images ont été largement diffusées dans les médias finlandais, suscitant l'indignation du public et appelant à la démission de la ministre de l'Agriculture, Sirkka-Liisa Anttila. Oikeutta eläimille a également signalé plusieurs élevages d'animaux à fourrure à la police, et a exhorté la Finlande à suivre l'exemple des autres pays nordiques comme le Danemark ou la Suède et à interdire l'élevage pour la fourrure .